# Вероника кустарничковая
Веро́ника куста́рничковая (лат. Veronica fruticulosa) — многолетнее травянистое растение, вид рода Вероника (Veronica) семейства Подорожниковые (Plantaginaceae).

## Распространение и экология
Западная Европа: Испания (Пиренеи, Сьерра-Невада и др.), Франция (Альпы, Пиренеи), Италия, Германия (Баварские Альпы, редко), Австрия (Тироль), Швейцария, Югославия (Триест).
Произрастает на скалах, преимущественно известняковых; от 500 до 2750 м над уровнем моря.

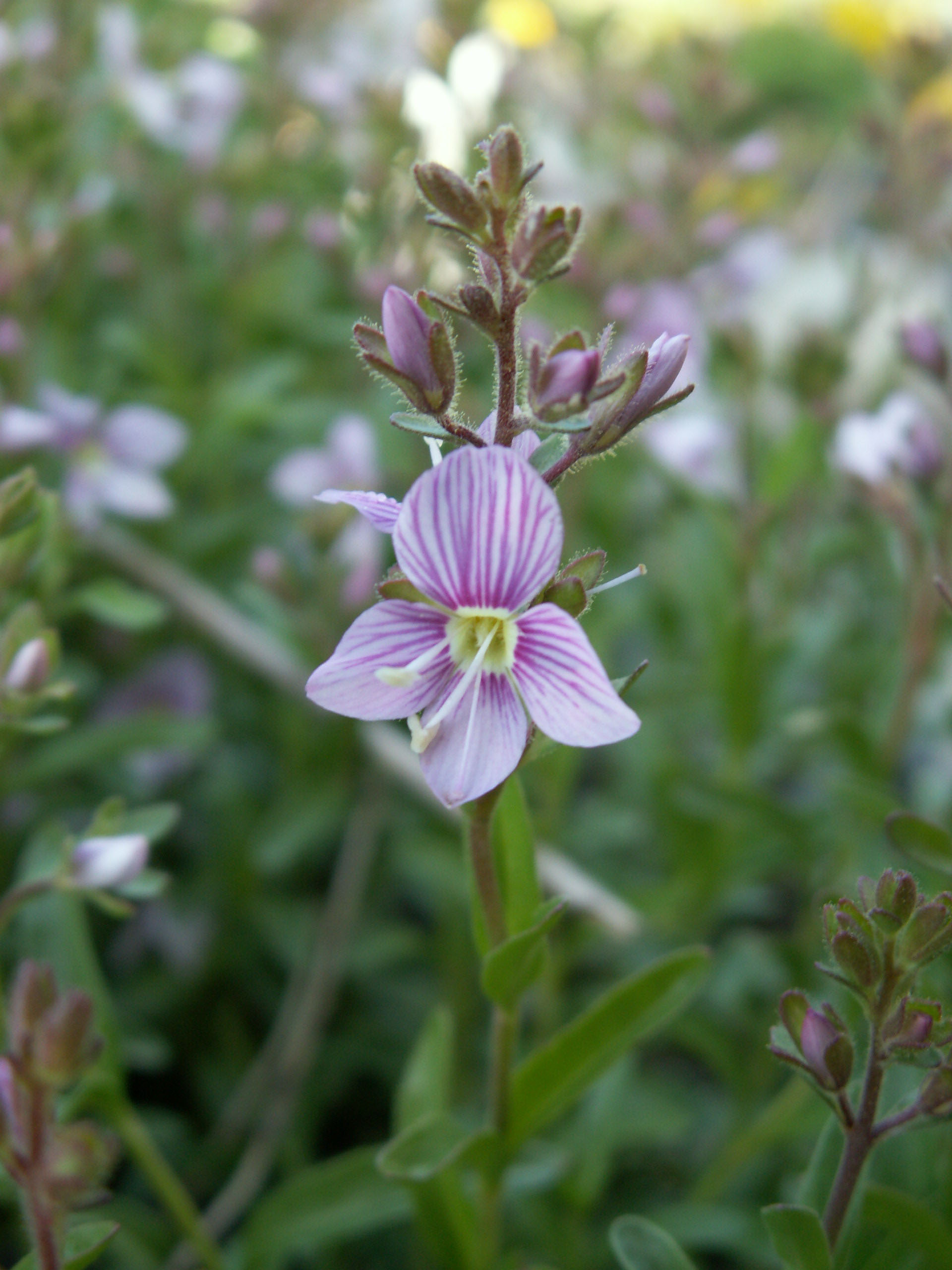
Цветок (увеличено)

## Ботаническое описание
Стебли высотой 10—30 см, у основания деревянистые, прямые или приподнимающиеся, вверху ветвящиеся, многочисленные, коротко волосистые или почти голые.
Листья супротивные, на коротких черешках, продолговатые или ланцетные, длиной 1—2,5 см, шириной 0,3—0,7 см, суженные к верхушке и туповатые, прижато волосистые или почти голые, блестящие, толстоватые, неясно зубчатые.
Кисти рыхлые, 15-цветковые, на коротких, очередных, железистоволосистых цветоножках, несколько короче прицветников и чашечки. Доли чашечки ланцетные, на верхушке часто закруглённые, железистые; венчик диаметром 10—13 мм, бледно-розовый или красный, с тёмными полосками, реже белый, с жёлтым зевом, с короткой трубкой, отгиб из одной округлой усеченной доли, двух округло-яйцевидных и одной яйцевидной.
Коробочки длиной 5—7 мм, шириной 4—5 мм, продолговато-эллиптические и яйцевидные, на верхушке иногда слабо выемчатые, железистоопушенные. Семена по 15—30 в гнезде, длиной около 1,5 мм, эллиптические или продолговатые, почти гладкие.

## Таксономия
Вид Вероника кустарничковая входит в род Вероника (Veronica) семейства Подорожниковые (Plantaginaceae) порядка Ясноткоцветные (Lamiales).
|  |                                      |  |                                                             |                                                             |                          |  | ещё 21 семейство (согласно Системе APG II) | ещё 21 семейство (согласно Системе APG II) |                             |  |  |  | ещё от 300 до 500 видов |
|  |                                      |  |                                                             |                                                             |                          |  | ещё 21 семейство (согласно Системе APG II) | ещё 21 семейство (согласно Системе APG II) |                             |  |  |  | ещё от 300 до 500 видов |
|  |                                      |  |                                                             | порядок Ясноткоцветные                                      |                          |  |                                            |                                            | род Вероника                |  |  |  |                         |
|  |                                      |  |                                                             | порядок Ясноткоцветные                                      |                          |  |                                            |                                            | род Вероника                |  |  |  |                         |
|  | отдел Цветковые, или Покрытосеменные |  |                                                             |                                                             | семейство Подорожниковые |  |                                            |                                            | вид Вероника кустарничковая |  |  |  |                         |
|  | отдел Цветковые, или Покрытосеменные |  |                                                             |                                                             | семейство Подорожниковые |  |                                            |                                            |                             |  |  |  |                         |
|  |                                      |  | ещё 44 порядка цветковых растений (согласно Системе APG II) | ещё 44 порядка цветковых растений (согласно Системе APG II) |                          |  |                                            | ещё 90 родов                               | ещё 90 родов                |  |  |  |                         |
|  |                                      |  |                                                             | ещё 44 порядка цветковых растений (согласно Системе APG II) |                          |  |                                            |                                            | ещё 90 родов                |  |  |  |                         |